# Les Brillant
Les Brillant est une série télévisée humoristique québécoise en 101 épisodes de 25 minutes scénarisée par Marcel Gamache et diffusée du 26 septembre 1979 au 19 mai 1982 sur le réseau TVA,, et rediffusée depuis le lancement de la chaîne Prise 2 en 2006.

## Synopsis
Cette comédie met au premier plan les relations familiales houleuses et cocasses des Brillant. Décrivant plus particulièrement la vie quotidienne d’une famille de classe moyenne, cette émission se veut une satire des relations existant entre une belle-mère et son gendre, un couple marié et des fiancés. Grâce aux situations imaginées par Marcel Gamache, les petits tracas de la vie prennent des tournures et des proportions qui réjouissent les téléspectateurs. L’histoire gravite autour de Théo Théoret, l’homme à tout faire de la compagnie Brillant et fils, qui se spécialise dans la rénovation et la décoration intérieure.

## Fiche technique
- Scénariste : Marcel Gamache
- Réalisation : François Côté, Fernand Gagnon, Roger Legault et Pierre Ste-Marie
- Société de production : Télé-Métropole

## Distribution
- Gilles Latulippe : Théo Théoret
- Gaston Lepage : Anatole Brillant
- Françoise Lemieux : Claire Théoret
- Béatrice Picard : Régine Brillant
- Marthe Boisvert : Agnès Nadon
- Alpha Boucher : Léon Brillant
- Marc Legault : Noël Brillant
- Francine Morand : Colombe Brillant
- Mirielle Lachance : Lucrèce Brillant
- Claude Michaud : Eugène Gamache
- Mariette Duval : Aglaé Gamache
- Rolland Bédard : Pacifique Laflamme
- Marthe Choquette : Lucie Brillant
- Robert Desroches : Albert
- Bertrand Gagnon : Donat Frappier
- Josée Labossière : Gisèle Pigeon
- Armand Laroche : Rodolphe Valentino
- Jérôme Lemay : Jean St-Jean
- Mario Lirette : Magloire Ratté
- Yves Létourneau : Benoît Boileau
- Thérèse Morange : Henriette Rinfret
- Rose Ouellette : Rose Théoret
- Ghyslain Tremblay : M. Gohier réparateur télé et M Cohen vendeur itinérent juif
- Jacques Zouvi : Claude Larose et Raoul Bonaparte
- Diane St-Jacques : Gertrude Masson
- Michel Côté : Désiré Lamarre
- Gilbert Comtois : Bernard Poulin
- Tarzan « La Bottine » Tyler
- Bull Gregory
- André The Giant : Jean Petit
- Julien Bessette : Gérald Legault
- Pierre Thériault : Christian Dion
- Denise Morelle : Simone Badeau
- Janine Fluet : Madame Aboude
- Jean-Paul Kingsley : Féréol Brillant
- Normand Lévesque : Prosper Nadon
- Jean-Pierre Légaré : Le capitaine Rinfret
- Jean-Claude Robillard : Wilfrid Laurier
- Yvan Canuel : Ciceron Pointcarré

## Épisodes

### Première saison (1979-1980)
Elle a été diffusée du 19 septembre 1979 au 14 mai 1980.
1. Début
2. Les Paris
3. Les Télégrammes chantés
4. Les Ex de Claire
5. Le Mariage
6. Le Voyage de noce
7. Jacques Cartier
8. La Secrétaire
9. La Voleuse
10. Le Shylock
11. Le Blessé
12. Bonne Année !
13. Femme de ménage
14. Femme au travail
15. Le Quiz
16. Le Sosie
17. Le Défilé de mode
18. Idée suicidaire
19. Les Bébés
20. Les Élections Partie 1
21. Les Élections Partie 2
22. Agence de rencontre
23. Jalousie
24. Les Mines
25. Les Bagues
26. Chien perdu
27. Noël et la boisson
28. Les Voleurs
29. Les Mensonges
30. La Fête
31. Préparation au mariage
32. Les Bonnes Sœurs

### Deuxième saison (1980-1981)
| Épisode | Titre                                                   | Date de diffusion | Synopsis | Invités                                                                      |
| ------- | ------------------------------------------------------- | ----------------- | --- | ---------------------------------------------------------------------------- |
| 1       | Le Sauveur                                              | 24 septembre 1980 | |                                                                              |
| 2       | Les Danseuses ou ne pas toujours dire ce que l'on pense | 1er octobre 1980  | Tous les membres de la famille Brillant reviennent d'une conférence où le professeur Vignault a fortement insisté sur le fait que les gens devraient toujours émettre le fond de leur pensée. Ainsi, Claire et Régine n'hésitent pas à dire à Lucrèce qu'elles ne sont pas intéressées à ce qu'elle entre pour venir prendre un café; Théo ne se gêne pas pour critiquer la tarte de Régine… Qu'elle sera la réaction de Claire quand son mari fera des commentaires relatifs à son anatomie ? Toutes ces vérités finiront-elles par être blessantes ? |                                                                              |
| 3       | Le Magasin Dupont & Frères                              | 8 octobre 1980    | Théo reçoit un carrosse pour bébé par livraison du magasin Dupont & Frères, ils n'ont pas acheté le carrosse et veulent le rendre au magasin. Théo est accusé de vol et après excusé par Benoit Boileau. | Marcel Gamache (A.G. Lejeune)                                                |
| 4       | Le Chantage des Français                                | 15 octobre 1980   | Léon reçoit la visite inattendue d’Agathe Lafond. Lors d’un congrès de décorateurs à Paris, Léon s’est permis une petite aventure qu’il croyait sans lendemain… Mais voilà qu’Agathe prétend que Léon lui avait fait une demande en mariage! Bien entendu, il s’en défend autant que faire se peut, mais le frère de la belle ne l’entend pas ainsi… Les menaces se mettent à pleuvoir : si Léon ne rembourse pas les frais encourus, Colombe, l’épouse «légitime» saura la vérité! Toutefois, lorsque Théo héberge les deux Français et qu’Agathe relance Anatole en lui jouant la scène de la demande en mariage, Léon décide d’en finir avec les «escrocs»… Agathe veut se marier ? Des fiancés, elle aura ! | Jacques-Louis Lorain (Claude Lafont) ; Liliane Jolin-Peuvion (Agathe Lafond) |
| 5       | Les Carottes                                            | 22 octobre 1980   | Chassé de la maison par sa femme à cause de son interminable problème d’alcoolisme, Noël se réfugie chez les Brillant. La famille est prise à son jeu alors qu’il boit en cachette. Théo s’aventure dans une chimère de gros sous; par une simple publicité de retour d’argent sur une conserve de carottes! Cauchemar. Le retour à la réalité s’effectuera avec des frissons! | Marc Legault (Noël Brillant)                                                 |
| 6       | Les Menaces à la suite d'un accident                    | 29 octobre 1980   | Théo et Anatole se font crier des insultes par une femme après que le camion de la compagnie Brillant & Fils eut heurté sa voiture. Plus Tard, le mari de cette femme. Hercule téléphone et menace Théo de lui casser la figure. Claire commence à craindre pour la vie de son mari et lui demande de se trouver un protecteur. | Tarzan "La Bottine" Tyler (Charley Blanchette) ; Bull Gregory (Hercule)      |
| 7       | Guilda                                                  | 5 novembre 1980   | Monsieur Boileau rencontre Guilda au parc et tente d'avoir un rendez-vous avec elle et passe par Théo pour la rencontrer | Guilda (lui-même)                                                            |
| 8       | Le Réparateur de télévision                             | 12 novembre 1980  | Comment les membres de la Famille Brillant imagine la venue d'un réparateur de télévision. Chacun a son idée très différente des autres. |                                                                              |
| 9       | L'Amoureux de la belle-mère                             | 19 novembre 1980  | |                                                                              |
| 10      | Le Retour du Sauveur                                    | 26 novembre 1980  | |                                                                              |
| 11      | Eugene Gamache                                          | 3 décembre 1980   | |                                                                              |
| 12      | Les Rôles inversés                                      | 10 décembre 1980  | |                                                                              |
| 13      | Adultère                                                | 17 décembre 1980  | |                                                                              |
| 14      | Joyeux Noël                                             | 24 décembre 1980  | |                                                                              |
| 15      | Annonceur TV                                            | 31 décembre 1980  | |                                                                              |
| 16      | Maison à vendre                                         | 7 janvier 1981    | |                                                                              |
| 17      | Assurance-vie                                           | 14 janvier 1981   | |                                                                              |
| 18      | Job de nuit                                             | 21 janvier 1981   | |                                                                              |
| 19      | Le Billet Gagnant                                       | 28 janvier 1981   | |                                                                              |
| 20      | Joe Gauthier                                            | 4 février 1981    | |                                                                              |
| 21      | Le Billard                                              | 11 février 1981   | |                                                                              |
| 22      | Ordinateur cupidon                                      | 18 février 1981   | |                                                                              |
| 23      | Les Génies                                              | 24 février 1981   | |                                                                              |
| 24      | Cure de jeunesse                                        | 4 mars 1981       | |                                                                              |
| 25      | Les Tirages                                             | 11 mars 1981      | |                                                                              |
| 26      | L'Héritage                                              | 18 mars 1981      | |                                                                              |
| 27      | L'Hôpital                                               | 25 mars 1981      | |                                                                              |
| 28      | La Bonne Aventure                                       | 1er avril 1981    | |                                                                              |
| 29      | Coincé avec belle-maman                                 | 8 avril 1981      | |                                                                              |

### Troisième saison (1981-1982)
1. Les Demandes d'une femme enceinte
2. Le Joueur de tours
3. Agnès enceinte ?
4. L'Anniversaire de mariage
5. L'Oncle Pacifique
6. Les Cadeaux pour le bébé
7. La Demande en mariage
8. Titre inconnu
9. Titre inconnu
10. L'Émancipation de la femme
11. L'Oncle Conrald
12. Les Grands Projets
13. La Statue
14. La Grossesse nerveuse
15. Le Bien-Cuit
16. Le Casting
17. La Généalogie
18. L'Héritage d'un américain
19. Nouvel associé
20. Le Chien à Gamache
21. La Candidature de Théo
22. Dépouillement d'arbre de Noël
23. La Veuve Rinfret
24. Les Excuses
25. La Récession
26. Le Spectre d'Olivier Guimond
27. La Maladie du cœur
28. Le Père Anatole
29. Un amoureux pour la belle-mère
30. Le Journal du quartier
31. La Demande en mariage
32. Le Mariage d'Anatole et Agnès
33. La Lune de miel
34. Le Reporter français
35. Les Nouvelles Règles de la maison
36. Monsieur Petit
37. Titre inconnu
38. Titre inconnu
39. Titre inconnu
40. La Fin